# Nombre set
El set és un nombre natural que segueix el sis i precedeix el vuit. S'escriu 7 en xifres àrabs, VII en les romanes i 七 en les xineses. És un nombre primer. El prefix que el designa és hepta-. L'ordinal corresponent és setè/setena (al País Valencià, sèptim/sèptima i seté/setena). El quantitatiu és set (En tinc set). L'agrupament un septet (estrofa de set versos, grup de set). El múltiple és sèptuple. El divisor és un setè/setena part.
El set, que és el quart nombre primer, és no només un nombre primer de Mersenne (ja que 23-1= 7) sinó també un doble nombre primer de Mersenne, ja que l'exponent, 3 és ell mateix un nombre primer. També és un nombre primer de Newman–Shanks–Williams, un nombre primer de Woodall, un nombre primer factorial, un nombre primer afortunat, un nombre feliç, un nombre primer segur i el quart nombre de Heegner.
Els set cossos celestes donaren nom als dies de la setmana: Dilluns (Lluna), Dimarts (Mart), Dimecres (Mercuri), Dijous (Júpiter), Divendres (Venus), Dissabte (Saturn) i Diumenge que ve de la paraula llatina "Dominus", el senyor (referència a Déu). En anglès, per exemple, es conserven els noms originals: Saturday (Saturn) i Sunday (Sol).
Culturalment el set té una forta presència, ja que simbolitza la perfecció i també la multitud. Per això hi ha moltes sèries basades en aquest nombre, que a més simbolitza la unió entre el diví (3) i el terrenal (4).

## Ocurrències del set
- Els dies de la setmana.
- Els pecats capitals.
- Els colors de l'arc de Sant Martí que va identificar Newton.
- El nombre d'elements metal·loides.
- Les notes musicals: do, re, mi, fa, sol, la, si.
- Les set meravelles del món antic o les més recents set noves meravelles del món o les Set Meravelles de Catalunya.
- Els set mars, expressió antiga que designava la totalitat dels oceans, fruit de la idea de multitud que té el nombre.
- El setè art és el cinema.
- Els Set Cims, les més altes muntanyes de cadascun dels set continents.
- Els Set Cims Volcànics, els volcans més alts de cadascun dels set continents.
- Guerra dels Set Anys, conflicte que va tenir lloc de 1756 a 1763.
- Les set portes de Tebes
- El Dau al Set fou un grup artístic avantguardista català creat al voltant de la revista homònima a Barcelona l'octubre de 1948 i inspirats ...
- La Marieta de set punts (Coccinella septempunctata) és una espècie de coleòpter de la família Coccinellidae.
- És el cinquè nombre de Lucas.[2]

### Toponímia
- Els Pont dels Set Ulls és un pont de la carretera L-912 sobre el riu de Conques.
- La Roca dels Set Minyons és una muntanya de 267 metres que es troba al municipi d'Aspa a la comarca del Segrià. Referències ...
- El Serrat de les Set Creus és una muntanya de 818 metres que es troba al municipi de Pinell de Solsonès a la comarca del Solsonès.
- Els senders de gran recorregut denominats GR-7. A l'estat espanyol, el GR-7 va d'Andorra a Algesires. A l'estat francès el GR-7, segueix aproximadament la partió d'aigües entre la Mediterrània i l'Atlàntic d'Alsàcia a Andorra, on enllaça amb els GR-7 espanyol.
- Els Zazpikaleak, que en basc vol dir set carrers, és la zona més antiga de la ciutat vella de Bilbao, formada per set carrers paral·lels.
- Setcases, municipi del Ripollès[3]

### Religió
- Els cels de la religió islàmica (d'on ve l'expressió «estar al setè cel» com a sinònim d'estar al paradís).
- Els braços de la Menorà
- Profecia dels Set Temps
- Els set apòstols de la Gàl·lia foren set bisbes que el papa Fabià I va enviar des de Roma a la Gàl·lia.
- Set Sants Màrtirs del Quersonès o de Crimea, és a dir, els sants Basili, Eugeni, Agatodor, Elpidi, Eteri, Capitó i Efraïm van ser els primers evangelitzadors de la regió del Quersonès Tàuric, al final del segle iii.
- Els Set barons apostòlics d'Hispània, set personatges que, segons la tradició, van evangelitzar Hispània al segle i.
- Els Set Sants Fundadors van ésser els set fundadors i primers membres de l'Orde dels Servents de Maria.
- Els set sagraments.
- Les set virtuts cardinals.
- Els set pecats capitals.

### Obres artístiques i cultura popular
- Les set edats de l'home segons William Shakespeare: l'infant, el nen, l'amant, el soldat, l'adult, l'home madur i el vell.
- La Blancaneu i els set nans, conte popular la versió més coneguda del qual va ser recollida pels Germans Grimm, de la qual se n'ha fet pel·lícula musical animada La Blancaneu i els set nans.
- Les 7 boles de cristall, àlbum de Tintin.
- Les set boles màgiques de Bola de Drac
- Set, ells són set, obra de Serguei Prokófiev.
- Els set contra Tebes, tragèdia grega.
- Els set magnífics, pel·lícula de western dirigida per John Sturges.
- "Els set samurais", pel·lícula de samurais dirigida per Akira Kurosawa estrenada l'any 1954.
- Set cases a França, una novel·la escrita originàriament en euskera per l'escriptor Bernardo Atxaga amb el títol Zazpi etxe Frantzian.
- Set ànimes és una pel·lícula estatunidenca dirigida l'any 2008 per Gabriele Muccino.
- Les set últimes paraules de Crist a la creu, composició de Joseph Haydn, amb set meditacions sobre les últimes paraules de Jesucrist, encarregat
- Set núvies per a set germans
- Set de Nou, personatge fictici de la sèrie Star Trek: Voyager interpretat per Jeri Ryan.
- Les Set Províncies Unides dels Països Baixos.
- Els Set turons de Roma són cims que han format el cor de la ciutat de Roma.
- Els set ponts de Königsberg, famós problema matemàtic que va donar origen a la teoria de grafs.
- Els Set savis de Grècia foren personatges grecs considerats els més savis de Grècia a l'època clàssica. D'altra banda els Set Savis de Grècia, de forma irònica, un grup de propietaris rurals de Sant Sadurní d'Anoia, que van dirigir la lluita contra la fil·loxera.
- "Set anys de mala sort", film estatunidenc dirigit, escrit i interpretat per Max Linder el 1921.